# 甘菁菁
甘菁菁（？—），香港資深娛樂人，陳奕迅經理人。
她曾任職於香港寶麗金（現香港環球唱片），音樂家唱片市場總監（後來英皇娛樂音樂家唱片高級總經理）兼陳奕迅經理人。
後被俞琤賞識加盟香港商業電台，擔任叱咤903總監，2006年被擢升為商台的助理總經理，於2014年1月6日辭去商台助理總經理一職。
甘菁菁將於2015年接替陳家瑛擔任陳奕迅的經理人。
其丈夫黃劍濤（Duncan）也是香港娛樂人，現時出任香港環球唱片及其子公司正東唱片、新藝寶唱片、上華唱片高層。有指因為甘菁菁早年跟英皇娛樂不歡而散，加上其夫婿關係，可能導致叱咤樂壇流行榜的結果偏幫環球。黃劍濤則表示現在頒獎禮的透明度很高，「好的話不用爭，清者自清」。

## 外部連結
- 甘菁菁博客(Blog) （页面存档备份，存于）